# Жордан Адеоті
Жордан Адеоті (фр. Jordan Adéoti, нар. 19 березня 1989, Тулуза) — французький і бенінський футболіст, півзахисник норвезького клубу «Сарпсборг 08» і національної збірної Беніну.

## Клубна кар'єра
У дорослому футболі дебютував 2006 року виступами за другу команду «Тулузи», в якій провів один сезон. Згодом протягом п'яти років грав у четвертому французькому дивізіоні за «Колом'єр».
2012 року був запрошений до друголігового «Лаваля», звідки за два роки перейшов до «Кана», у складі якого 25-річний гравець дебютував у Лізі 1.
Влітку 2015 року угода гравця з «Каном» завершилася і він на правах вільного агента уклав контракт з «Осер», повернувшись до виступів на рівні Ліги 2.
У серпні 2020 року перебрався до Норвегії, уклавши контракт з місцевим клубом «Сарпсборг 08».

## Виступи за збірну
Маючи бенінське коріння, був запрошений захищати кольори національної команди цієї країни і 2012 року дебютував в офіційних матчах у складі національної збірної Беніну.
Був учасником Кубка африканських націй 2019 року в Єгипті, де виходив на поле в усіх п'яти матчах своєї збірної, яка вибула з боротьби на стадії чвертьфіналів.